# Lucho Cueto
Lucho Cueto es un músico, arreglista y pianista peruano de salsa y ritmos latinos. Vive actualmente en Estados Unidos y ha participado como músico de figuras como Celia Cruz, Willie Colón, entre otros.
Su grupo Lucho Cueto & Black Sugar Sexteto postuló al Grammy Latino 2007 con su producción Estamos azúcar. Ha retornado al Perú como figuras importante en varias ediciones del Festival Internacional Chim Pum Callao, organizado por la Municipalidad del Callao.

## Carrera
Cuando se fue del Perú, hace 20 años, ya era un pianista reconocido y había pertenecido a diversas agrupaciones de diferentes estilos en su país de origen. Ha tocado con Héctor Lavoe, Tito Puente, Celia Cruz, Ray Barretto, Louie Ramírez, Louis "Perico" Ortíz, Johnny Pacheco, Pete "El Conde" Rodríguez, Cheo Feliciano, Joe Cuba Sextet, José Fajardo, Típica Novel, José Alberto "El Canario", Marc Anthony, Tito Allen, Tito Nieves, Ismael Miranda, Domingo Quiñones y Camilo "Azuquita".
Además, ha realizado trabajos musicales para Cyndi Lauper, Jennifer López, El General, Víctor Manuelle, Cano Estremera y para la peruana Bárbara Romero.